# Висока (Глубчицький повіт)
Висока (пол. Wysoka, нім. Waissak) — село в Польщі, у гміні Браниці Глубчицького повіту Опольського воєводства.
Населення — 508 осіб (2011).
У 1975-1998 роках село належало до Опольського воєводства.

## Демографія
Демографічна структура станом на 31 березня 2011 року:
|          | Загалом | Допрацездатний вік | Працездатний вік | Постпрацездатний вік |
| -------- | ------- | ------------------ | ---------------- | -------------------- |
| Чоловіки | 256     | 51                 | 185              | 20                   |
| Жінки    | 252     | 47                 | 152              | 53                   |
| Разом    | 508     | 98                 | 337              | 73                   |